# Ракитин, Яков Григорьевич
Ракитин Яков Григорьевич (6 ноября 1914, Давыдовка, Воронежская губерния — 14 ноября 1990, Кривой Рог, Днепропетровская область) — советский историк-краевед, исследователь истории города Кривой Рог, директор Криворожского историко-краеведческого музея.

## Биография
Родился 6 ноября 1914 года в селе Давыдовка (ныне в Лискинском районе Воронежской области) в семье крестьянина-бедняка.
В 1932 году окончил школу и поступил в Орловский коммунально-строительный техникум, который окончил в 1936 году. В 1934—1936 годах — прораб на стройках в городе Орёл.
В 1936 году по специальному набору призван в Оренбургскую военную школу лётчиков-наблюдателей, которую окончил в 1937 году. В 1939—1940 годах участвовал в советско-финской войне.
В 1942 году окончил военную школу аэрофоторазведки. С 1942 года участвовал в боях Великой Отечественной войны в составе 2-й Воздушной армии. Участник освобождения Кривого Рога.
В 1952 году окончил командно-штурманский факультет Военно-воздушной академии имени Н. Е. Жуковского. 1 января 1961 года в звании полковника по возрасту и выслуге лет  уволен в запас из кадров Советской армии с должности заместителя начальника оперативного отдела дивизии военно-транспортная авиации в Кривом Роге.
22 января 1962 года назначен помощником начальника Криворожского авиационного училища по военной подготовке. 1 апреля 1963 года освобождён от должности в связи с реорганизацией военного цикла.
В 1963 году по направлению Криворожского горкома КПУ возглавил создание Криворожского историко-краеведческого музея, где проработал директором до 1978 года.
В 1978—1990 годах — инициатор открытия и директор музея Криворожского авиационного училища и музея истории гражданской авиации.
Умер 14 ноября 1990 года в городе Кривой Рог, где и похоронен.

## Исследовательская деятельность
Печатал статьи в газетах и журналах на темы краеведения. Исследуя материалы центральных архивов, смог определить дату основания города Кривой Рог. По его инициативе в 1975 году на месте слияния рек Ингулец и Саксагань был установлен памятный знак в честь 200-летия города.
Автор проектов панорам «Освобождение Кривого Рога от немецко-фашистских захватчиков» (1968, автор Ефим Дешалыт) в городском историко-краеведческом и музее Криворожского авиационного училища, инициатор установки танка Т-34 на площади Освобождения. 

### Публикации
- Ракітін Я. Кривий Ріг починався так [про заснування Кривого Рогу] / Яків Ракітін // На землі, на рідній…: антологія. — Дніпропетровськ, 2007. — Кн. 4. — С. 93—101. (укр.)
- Кривому Рогу — 200: историко-экономический очерк / [ред. кол.: Я. Л. Ракитин, П. Л. Варгатюк, А. В. Дольчук, Т. П. Воронова и др.]. — Днепропетровск: Промінь, 1975. — 208 с.
- Ракитин Я. Сколько лет Кривому Рогу / Я. Ракитин // Социалистическая индустрия. — 1972 (13 марта). — С. 3.
- Ракітін Я. Незабаром — 200-річчя [З історії заснування Кривого Рога] / Я. Ракитин // Червоний гірник. — 1971 (25 червня). — С. 2. (укр.)
- Ракітін Я. Кривий Ріг починався так / Я. Ракитин // Червоний гірник. — 1974 (1 жовтня). — С. 3. (укр.)

## Награды
- Орден Отечественной войны 2-й степени (29.05.1945)[2] и 1-й степени;
- Дважды орден Красной Звезды (17.01.1944, 30.04.1954)[2];
- Медаль «За освобождение Праги» (09.06.1945)[2];
- Медаль «За взятие Берлина» (09.06.1945)[2];
- Медаль «За победу над Германией в Великой Отечественной войне 1941—1945 гг.» (09.05.1945)[2];
- Медаль «За боевые заслуги» (30.04.1947)[2];
- Медаль «В ознаменование 100-летия со дня рождения Владимира Ильича Ленина»;
- Почётная грамота Президиума Верховного Совета УССР.

## Память
- Памятная доска на доме № 6 по Коммерческой улице (бывшая улица Янова) в Центрально-Городском районе Кривого Рога;
- Именем названа улица в Кривом Роге.